# Natalie Alyn Lind

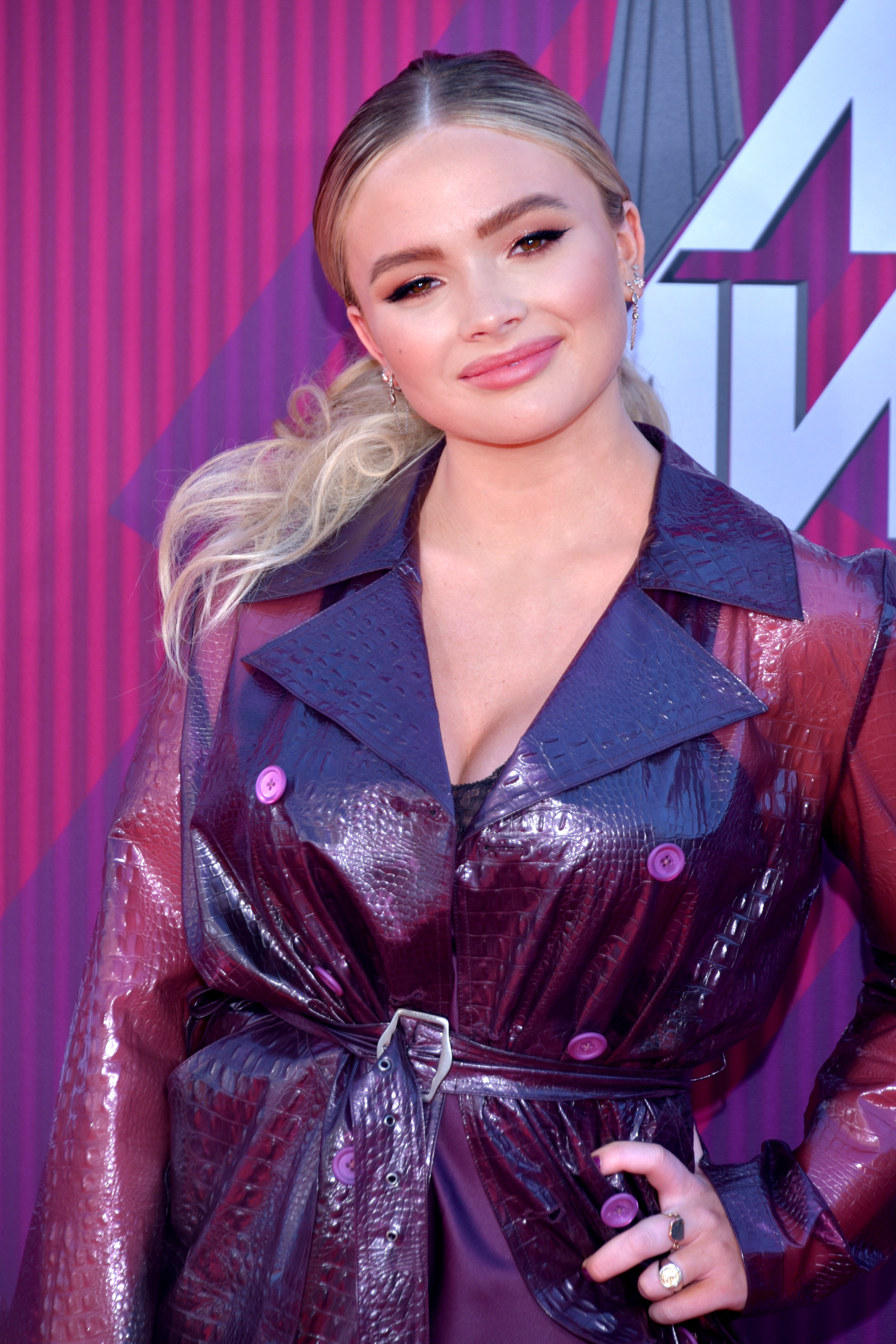
Natalie Alyn Lind (2019)

Natalie Alyn Lind (ur. 21 czerwca 1999) – amerykańska aktorka, która wystąpiła m.in. w serialach The Gifted: Naznaczeni i Gotham. Starsza siostra Emily i Alyvii, również aktorek.

## Filmografia
| Rok     | Tytuł                                                     | Rola                | Uwagi               |
| ------- | --------------------------------------------------------- | ------------------- | ------------------- |
| 2006    | Pogoda na miłość                                          | Alicia              | 1 odc.              |
| 2008    | Poślubione armii                                          | młoda Roxy LeBlanc  | 1 odc.              |
| 2010    | Punkt krytyczny                                           | Alexis Sobol        | 1 odc.              |
| 2010    | iCarly                                                    | Bree                | 1 odc.              |
| 2010    | Zabójcze umysły                                           | Kayla Bennett       | 1 odc.              |
| 2010    | November Christmas                                        | Grandniece / Pirate | film TV             |
| 2010    | Blood Done Sign My Name                                   | Boo Tyson           | film                |
| 2010    | Kaboom                                                    | Cult Victim         | film                |
| 2011    | Czarodzieje z Waverly Place                               | Marisa              | 1 odc.              |
| 2012    | Strzeż się sąsiada                                        | Olive Valentine     | film TV             |
| 2013    | Dear Dumb Diary                                           | Claire Vanderhied   | film TV             |
| od 2013 | Goldbergowie                                              | Dana Caldwell       | rola powracająca    |
| 2014    | Mockingbird                                               | Jacob's Friend #4   | film                |
| 2015    | Z premedytacją                                            | Daisy               | 1 odc.              |
| 2015    | Gotham                                                    | Silver St. Cloud    | 7 odc.              |
| 2016    | Chicago Fire                                              | Laurel              | 1 odc.              |
| 2017    | iZombie                                                   | Winslow Sutcliffe   | 1 odc.              |
| 2017-19 | The Gifted: Naznaczeni                                    | Lauren Strucker     | serial, główna rola |
| 2019    | Daybreak                                                  | Mavis               | 1 odc.              |
| 2019-20 | Opowiedz mi bajkę (Tell Me a Story)                       | Ashley Rose Pruitt  | w gł. obsadzie      |
| 2020-21 | Big Sky                                                   | Danielle Sullivan   | w gł. obsadzie      |
| 2023    | Justice League x RWBY: Super Heroes and Huntsmen Part One | Wonder Woman (głos) | film DVD            |
| 2023    | Smętarz dla zwierzaków: początki                          | Norma               | film                |
| 2024    | Sugar                                                     | Rachel Kaye         | 1 odc.              |